# Дудкино (Владимирская область)
Ду́дкино  — деревня в составе Октябрьского сельского поселения в Вязниковском районе Владимирской области России. Этот населённый пункт состоит из одной улицы.

## География

Октябрьское сельское поселение на карте Вязниковского района

Дудкино расположено на высоком холме на расстоянии около километра от деревни Серково по автодороге (юго-западнее Вязников), в 5 километрах от железнодорожной станции Сеньково на линии Ковров — Нижний Новгород. От п. ст. Сеньково проходит однополосная асфальтовая дорога советских времён до Большевысоково.

## Население
| 1859 | 1905 | 1926 | 2002 | 2010 | 2021 |
| ---- | ---- | ---- | ---- | ---- | ---- |
| 89   | ↘87  | ↗147 | ↘36  | ↘14  | ↗20  |